# Thuès-Entre-Valls
Thuès-Entre-Valls är en kommun i departementet Pyrénées-Orientales i regionen Occitanien i södra Frankrike. Kommunen ligger i kantonen Olette som tillhör arrondissementet Prades. År 2022 hade Thuès-Entre-Valls 26 invånare.

## Befolkningsutveckling
Antalet invånare i kommunen Thuès-Entre-Valls
| Referens: INSEE |